# Hobart
Pour les articles homonymes, voir Hobart (homonymie).
Hobart (en français /ɔ.baʁt/ et en anglais /ˈhoʊ.bɑːt/ ) est une ville du Sud-Est de l'Australie, capitale de la Tasmanie, située au bord de la Derwent River débouchant sur la mer de Tasman.
Située dans le sud de l'État de Tasmanie, Hobart est en 2020 la ville la plus peuplée de cet État et douzième d'Australie avec 222 569 habitants. En 2020, la Ville de Hobart compte 50 439 habitants et est à différencier du Grand Hobart, simplement nommé « Hobart », qui est une sorte d'agglomération autour de la « ville » homonyme englobant l'agglomération de la Ville de Hobart ; la ville est alors le centre d'une aire d'attraction peuplée de 222 569 habitants ou plus si on considère les villes de Bridgewater, de Rosny Park et de Kingston dans une agglomération urbaine plus large.
Capitale de la Tasmanie depuis l'obtention de l'autonomie de cet État en 1856, Hobart est l'un des principaux centres urbains de la Tasmanie. La ville doit son développement aux Britanniques qui en font une colonie pénitentiaire et un avant-poste le long de l'estuaire de la Derwent River et bénéficie dès lors d'un avantage géographique et hydrographique particulier.
L'histoire de la ville est directement liée à celle de l'Antarctique. La ville est rapidement devenue au cours de la fin du XIXe siècle et au cours du XXe siècle un point d'ancrage pour la plupart des expéditions antarctiques, en particulier celles australiennes et française en direction de la Terre Adélie. Elle sert par exemple de base logistique au brise-glace français l'Astrolabe. C'est notamment à Hobart que Roald Amundsen, de retour de la conquête du pôle Sud, accoste le 7 mars 1912 dans le port de la ville et envoie depuis la poste centrale un câble pour annoncer au roi de Norvège, Haakon VII, et au monde la réussite de son expédition.

## Géographie

### Localisation

Le Grand Hobart et ses zones d'administrations locales.

La capitale est située dans le Sud-Est de l'Australie, 
le long de la Derwent River qui débouche sur  la mer de Tasman. Elle est située entre cette rivière et les monts Wellington à l'ouest et Nelson au sud. C'est sur cette position protégée naturellement que les Britanniques viennent implanter une colonie pénitentiaire en 1803.
Elle est distante de 856 kilomètres de Canberra, la capitale fédérale de l'Australie et du Territoire de la capitale australienne ; de 3 010 kilomètres de Perth, la capitale de l'Australie-Occidentale ; de 3 735 kilomètres de Darwin, la capitale du Territoire du Nord ; de 1 160 kilomètres d'Adélaïde, la capitale de l'Australie-Méridionale ; de 1 790 kilomètres de Brisbane, la capitale du Queensland ; de 1 058 kilomètres de Sydney, la capitale de la Nouvelle-Galles du Sud ; de 598 kilomètres de Melbourne, la capitale de l'État de Victoria ; de 907 kilomètres de Jervis Bay, capitale du Territoire homonyme ; de 161 kilomètres de Launceston, de 206 kilomètres de Devonport et de 183 kilomètre de Strahan qui sont toutes trois les principales villes de la Tasmanie (distances orthodromiques).
Le centre de Hobart se trouve directement sur la mer de Tasman (à la fin de l'embouchure de la Derwent River), à 93 kilomètres de South East Cape (sur l'océan Indien et la mer de Tasman) et à environ 1 905 kilomètres  de l'océan Austral (á partir du  60e parallèle sud).
Avec une superficie de 135 730 hectares, Hobart est moins étendue que les autres capitales d'États que sont Perth, Adélaïde, Brisbane, Sydney et Melbourne mais est plus étendue que les capitales des Territoires (intérieurs) que sont Darwin, Jarvis Bay et Canberra. Sydney est par exemple dix fois plus étendue que Hobart avec 1 236 700 hectares et Javis Bay est étendue sur seulement 7 000 hectares.

#### Villes limitrophes
Le Grand Hobart est à différencier de la Ville de Hobart qui n'est autre qu'une zone d'administration locale et qui ne représente qu'une partie de Hobart. En effet, Hobart, ou le Grand Hobart, est composée des villes de Hobart, de Glenorchy et de Clarence et des conseils de Kingborough et de Brighton.
Hobart est entourée de l'ouest à l'est en passant par le nord par des villes tandis que le sud de la capitale représente l'embouchure de la Derwent River et l'océan Pacifique. Le conseil de la vallée Huon se situe à l'ouest, le conseil de la vallée Derwent au nord-ouest, le conseil de Southern Midlands au nord, le conseil de Sorell à l'est et le conseil de Tasman au sud-est (ce sont toutes des zones d'administrations locales).

### Géologie et relief
La Tasmanie est située dans le sud-est de l'Australie et, bien que séparée du reste du pays par le détroit de Bass, l'île appartient d'un regard géologique au continent australien. Hobart se situe au centre d'une région géologique partagée et morcelée entre des roches du Jurassique et du Triassique.
Les roches composant le sol de Hobart mais aussi d'une grande partie de la Tasmanie sont les plus récentes d'Australie avec celles se situant dans l'est du continent australien. Elles datent d'il y a au maximum 545 millions d'années et datent donc du phanérozoïque, l'actuel éon. On y trouve du grès et du basalte.

Historiquement, au pléistocène, la Tasmanie était rattachée au reste du continent (le niveau de la mer était plus bas d'environ 150 mètres) et un glacier s'étalait sur une grande partie de la Tasmanie et probablement sur l'emplacement actuel de Hobart.

Géologie australienne (et tasmanienne)
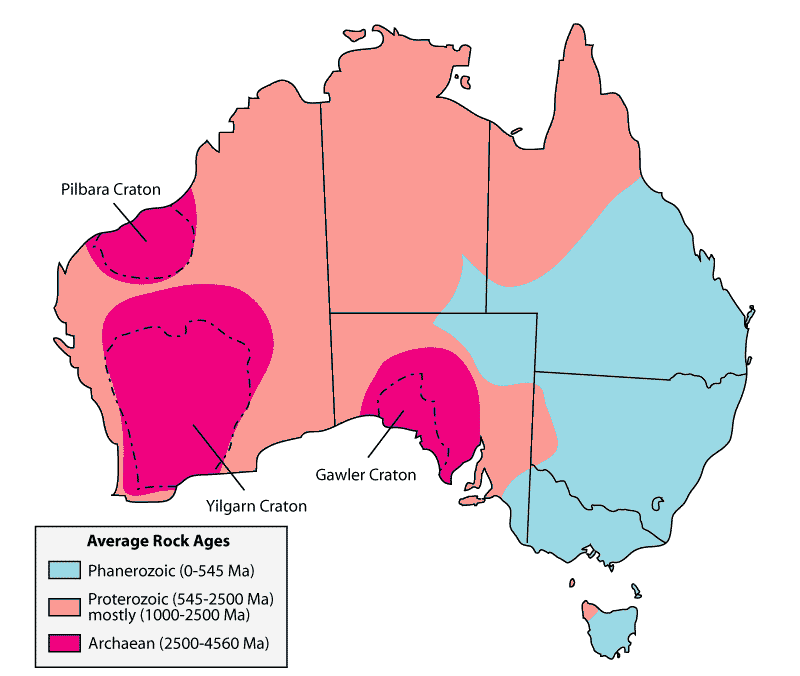
Âge des roches australiennes
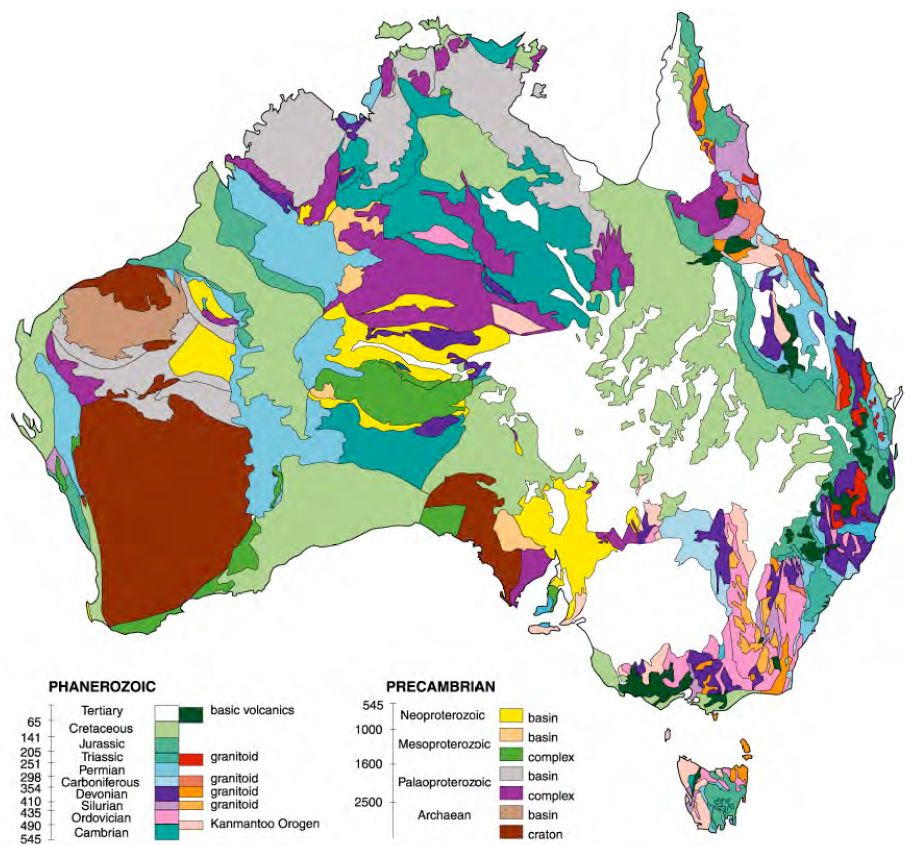
Âge des sols australiens

#### La géologie darwinienne de Hobart

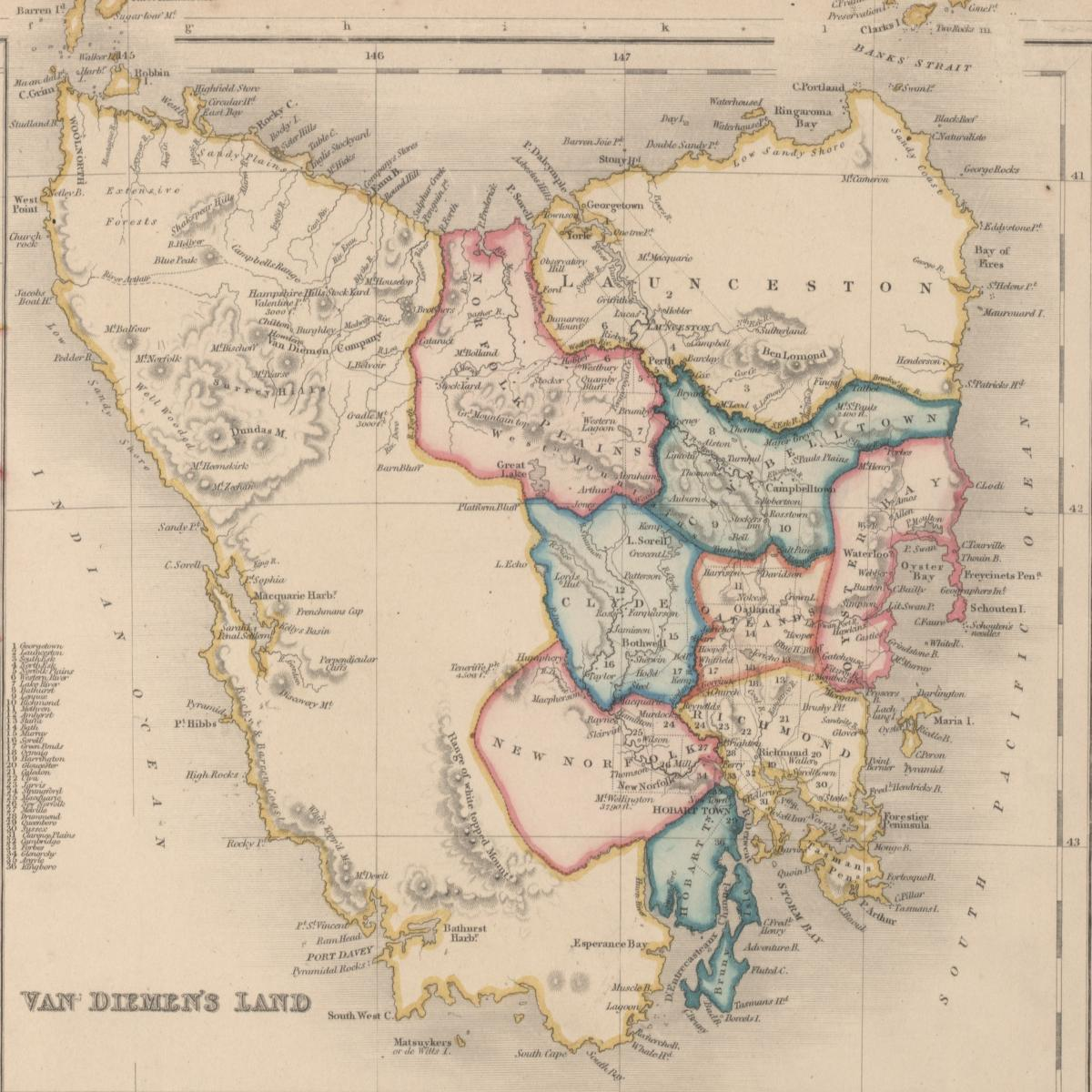
La Terre Van Diemen en 1852, quelques années après le passage de Darwin.

Charles Darwin, naturaliste anglais et pionnier dans l'histoire de l'évolution, s'est rendu à Hobart au début du mois de février de l'an 1836 (Hobart sert de ville-escale pour le HMS Beagle, navire dans lequel il voyage pour son tour du monde comprenant en Australie les villes de Hobart, Sydney et King George Sound) et a pris des notes de terrains concernant la géologie de la ville tasmanienne et de ses environs. Pour réaliser une étude sérieuse sur le sujet, Darwin n'a pas hésité à prendre contact avec l'arpenteur général George Frankland, spécialiste de la géographie de la Tasmanie qui se nommait à l'époque la Terre de Van Diemen.
Parmi ses prises de notes, on peut noter ses observations et son interprétation de l'influence de la glaciation passée sur les roches sédimentaires de la région de Hobart. Par souci de clarté dans ses notes, Darwin n'a rien publié de son vivant. Il cite les notamment les roches apparentes :

« Feb 7th - In the town: Sandstones Greenstones alternately appear, perhaps in equal proportion - the Strata of Sandstone inclined, - In entrance of Harbour observed, a SW dip, not great. - Sandstone generally fine grained, particles of quartz with very little cement, - much fine grained laminated, mottled pale red - alternate, clay Shale »

— Charles Darwin, Geological Field Notes dans les Archives de Darwin (Darwin Archive), Bibliothèque de l'université de Cambridge

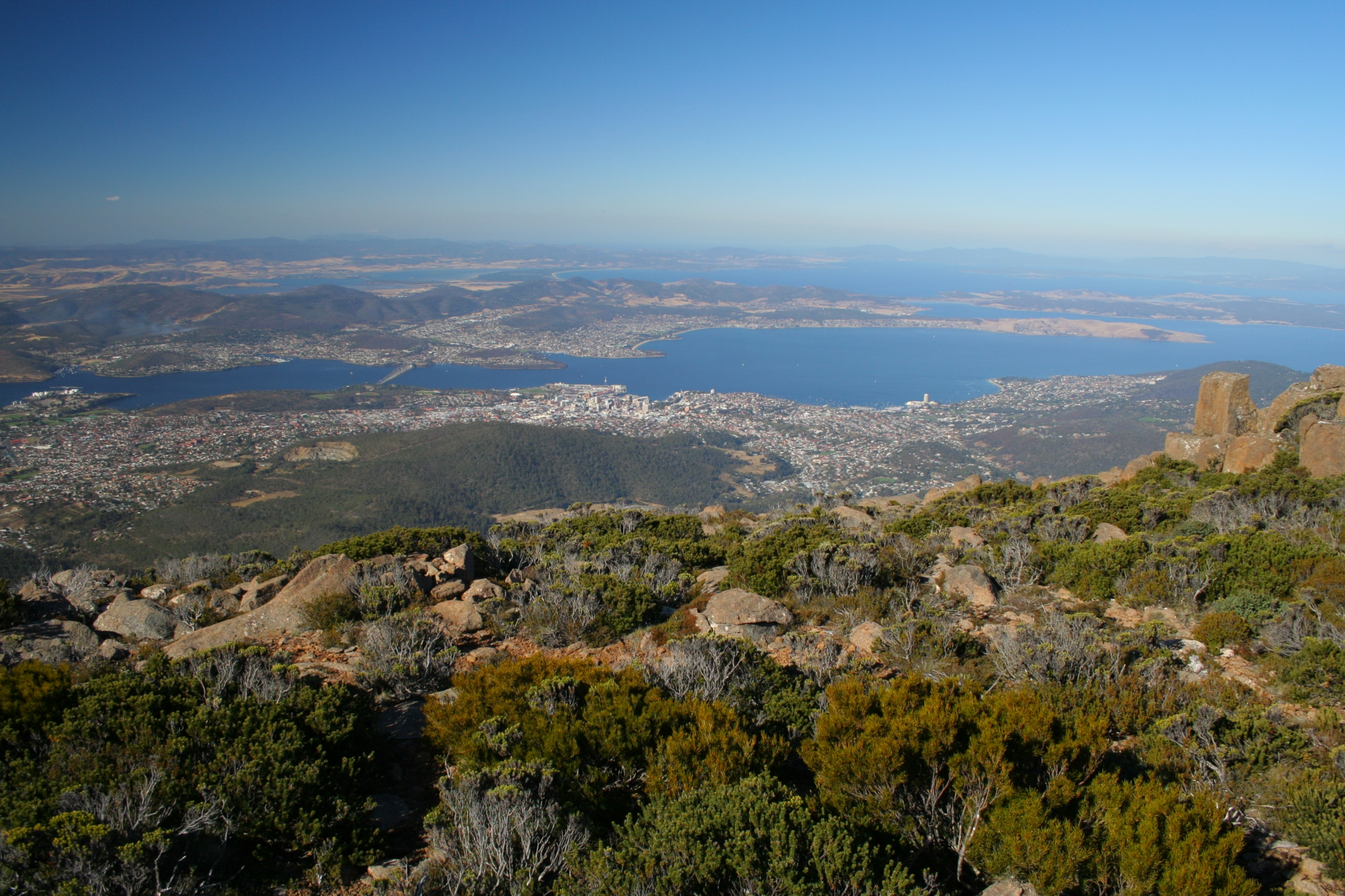
Vue de Hobart et de la Derwent River. Quand Darwin parle de « entrance of Harbour », il ferait référence à l'entrée de la rivière, ici à l'extrême droite de l'image.

Cet extrait des notes de Darwin concernant le « entrance of Harbour » (littéralement en français : l'entrée du port) pourrait faire référence à l'entrée de la Derwent River. En le lisant, on peut se rendre compte de la difficulté de comprendre de telles notes et la non-publication de ces dernières.
Durant son passage dans la ville, Darwin se rend à plusieurs endroits pour y étudier et prendre des notes, parmi lesquels : Ralphs Bay, Mortimer Bay, Rokeby, Kangaroo Bluff, Sullivans Cove, Blinking Billy Point, le centre de Hobart, Sandy Bay, Turnip Fields, le mont Wellington, Cornelian Bay, Geliston Bay, Lenah Valley, Merton, Glenorchy, Goulds Lagoon, Black Snake Inn, Granton, Altamont Creek, Sorell Creek, Derbyshire Rocks et New Norfolk.
La description des notes, la signification de certains termes et la description ainsi que la localisation de tous les lieux visités par Darwin lors de son voyage sont relatés dans l'étude de Banks et Leaman (Charles Darwin's Field Notes on the geology of Hobart Town - A modern appraisal, 1999).

## Toponymie
D’abord appelée Hobarttown ou Hobarton, elle tient son nom de Robert Hobart, ancien secrétaire d'État à la Guerre et aux Colonies.

## Histoire
La première colonie pénitentiaire fut établie en 1803 à Redmoon Mouheneer, sur la rive est de la rivière Derwent. En 1804, elle fut transférée vers un meilleur site, où se trouve actuellement la ville. Les premiers habitants, membres de la tribu nomade des Mouheneer, furent rapidement chassés ou tués, quand ils ne succombaient pas aux maladies importées par les colons.
La Derwent étant l’un des meilleurs ports en eaux profondes d’Australie, ainsi que le centre du commerce du phoque et de la baleine dans les mers du Sud, la ville se développa rapidement et attira de nombreuses industries. Elle prit le nom de Hobart en 1875.

## Climat
Hobart bénéficie d’un climat océanique (Köppen: Cfb). caractérisé par son humidité importante tout au long de l'année, des hivers généralement doux et des étés généralement frais. La température maximale enregistrée fut de 41,8 °C le 4 janvier 2013; et la plus basse de −2,8 °C le 25 juin 1972.
Hobart, Australie
| Mois                                | jan.  | fév. | mars  | avril | mai   | juin | jui.  | août  | sep. | oct.  | nov. | déc. | année   |
| ----------------------------------- | ----- | ---- | ----- | ----- | ----- | ---- | ----- | ----- | ---- | ----- | ---- | ---- | ------- |
| Température minimale moyenne (°C)   | 13    | 12,8 | 11,6  | 9,4   | 7,6   | 5,5  | 5,2   | 5,6   | 6,9  | 8,3   | 10   | 11,6 | 9       |
| Température moyenne (°C)            | 17,9  | 17,5 | 16,2  | 13,7  | 11,5  | 9,1  | 8,9   | 9,7   | 11,3 | 13    | 14,6 | 16,3 | 13,3    |
| Température maximale moyenne (°C)   | 22,7  | 22,2 | 20,7  | 17,9  | 15,3  | 12,7 | 12,6  | 13,7  | 15,7 | 17,6  | 19,1 | 21   | 17,6    |
| Record de froid (°C)                | 3,3   | 3,4  | 1,8   | 0,7   | −1,6  | −2,8 | −2,8  | −1,8  | −0,8 | 0     | 0,3  | 3,3  | −2,8    |
| Record de chaleur (°C)              | 41,8  | 40,1 | 39,1  | 32,3  | 25,7  | 20,6 | 22,1  | 24,5  | 31   | 34,6  | 36,8 | 40,8 | 41,8    |
| Ensoleillement (h)                  | 257,3 | 226  | 210,8 | 177   | 148,8 | 132  | 151,9 | 179,8 | 195  | 232,5 | 234  | 248  | 2 393,1 |
| Précipitations (mm)                 | 43,7  | 37,8 | 37    | 42,6  | 39,2  | 46   | 44,5  | 63    | 55,6 | 52,8  | 50,7 | 53   | 565,9   |
| Nombre de jours avec précipitations | 9,5   | 9,1  | 11,3  | 11,1  | 12    | 12,4 | 14,1  | 15,3  | 15,7 | 15    | 13,5 | 11,7 | 150,7   |
| Humidité relative (%)               | 51    | 52   | 52    | 56    | 58    | 64   | 61    | 56    | 53   | 51    | 53   | 49   | 55      |

## Démographie
Le Grand Hobart comptait 240 000 habitants lors du recensement de 2005. La ville de Hobart en comptait 47 319 au recensement de 2001. Environ 17,5 % des habitants sont nés outre-mer, majoritairement au Royaume-Uni, en Nouvelle-Zélande et en Italie.

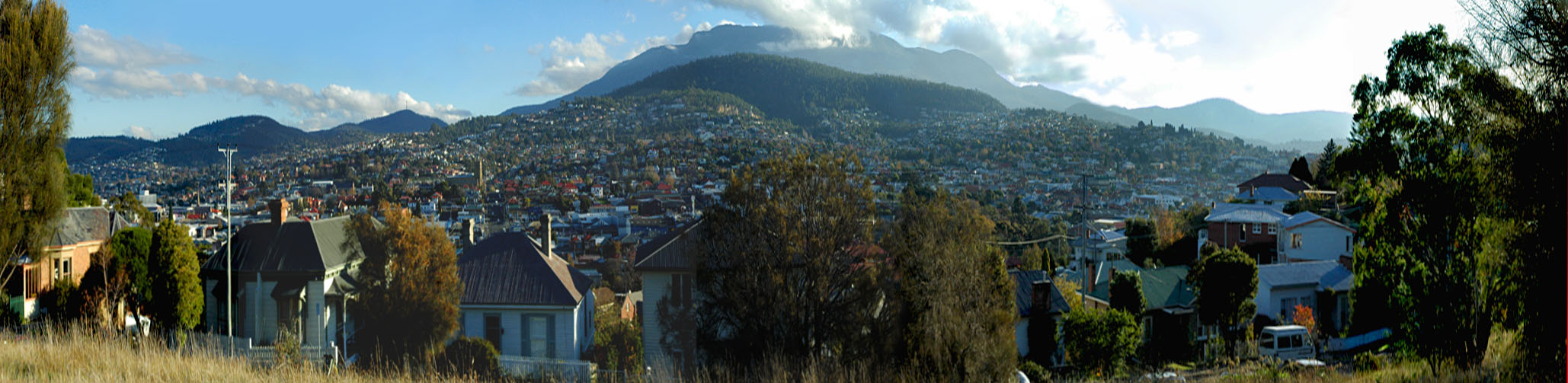
Panorama de Hobart avec le Mont Wellington au fond.

## Culture locale et patrimoine

### Musées
- Le Tasmanian Museum and Art Gallery
- Le Museum of Old and New Art (MONA), ouvert en 2011, sur le site de l'ancien Moorilla Museum of Antiquities ouvert en 2001.

### Personnalités liées à la ville
- Elizabeth Blackburn (1948-), prix Nobel de physiologie ou médecine 2009.
- Mary Donaldson (1972-), reine consort de Danemark.
- Errol Flynn (1909-1959), acteur américain.
- John Franklin (1786-1847), explorateur britannique.
- Stephen Hawkins (1971-), champion olympique en aviron.
- Nathan Jones (1970-), haltérophile, acteur, ancien catcheur à la WWE.
- Herbert Payne (1866-1944), homme politique australien.
- Olive Pink (1884-1975), artiste australienne.
- Paul Watson (1950-), militant écologiste canadien.

### Hobart dans la littérature
Dans son roman Les Frères Kip, Jules Verne fait de Hobart-Town le port d'attache du navire le James-Cook, et la ville d'origine de plusieurs personnages. C'est aussi là que seront jugés les mutins, et les frères Kip, héros du roman.

### Déboulonnage de statue coloniale

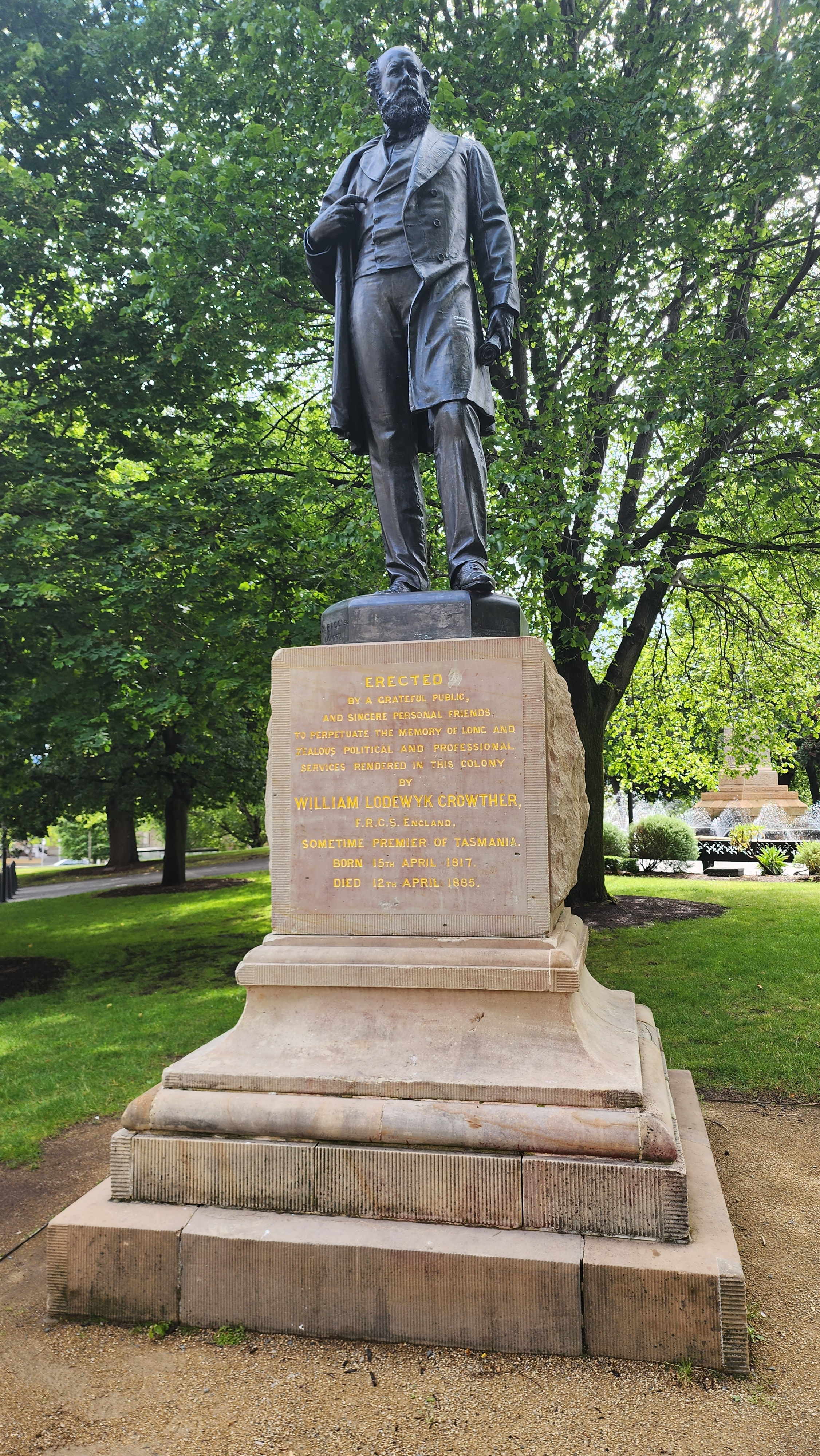
La statue de William Crowther, érigée en 1889 par ses compatriotes reconnaissants.

Sur la place Franklin, une statue en bronze de William Crowther trône depuis 1889, érigée grâce à des dons du public. Premier ministre de l’État à l’époque coloniale, c'est un chirurgien et grand philanthrope très populaire de son vivant mais accusé par la suite de racialisme ; de ce fait, la municipalité de Hobart a voté le 23 août 2023 le déplacement de la statue au Tasmanian Museum and Art Gallery, en guise de réconciliation avec les Aborigènes. C'est la première fois en Australie qu'une telle décision est prise.

## Jumelages
- L'Aquila (Italie)
- Yaizu (Japon)